# Hans-Joachim Fischer (Ingenieur)
Hans-Joachim Fischer (* 19. Oktober 1933 in Bad Gandersheim; † 16. Juli 2024) war ein deutscher Maschinenbauingenieur und Hochschulpräsident.

## Leben
Nachdem er das Abitur am Gymnasium in Bad Gandersheim abgelegt hatte, studierte Fischer Maschinenbau an der Technischen Universität Braunschweig und schloss das Studium als Diplom-Ingenieur für Maschinenbau ab. In den Sechzigerjahren arbeitete er als Forschungs- und Entwicklungsingenieur bei Babcock in Oberhausen und beim Entwicklungsring Süd in München. Von 1966 bis 1978 war er Professor an der Fachhochschule Flensburg, wo er für den Aufbau der neuen Abteilung Maschinenbau zuständig war und später als Dekan die Bereiche Maschinenbau und Schiffsbetriebstechnik leitete. Von 1971 bis 1978 war er Projektleiter im Flensburger Institut für Schiffsbetriebstechnik und führte mehrere Forschungsstudien für das Bundesministerium für Forschung und Technologie für den Einsatz von Forschungsschiffen durch.
Von 1969 bis 1978 war Fischer geschäftsführendes Mitglied des Vorstands der Fördergesellschaft der Flensburger Fachhochschule. 1978 wurde er zum Gründungspräsidenten der FH Landshut berufen, bis 1999 war er Präsident der Hochschule. Er war am Aufbau der Ausbildungsrichtung Maschinenbau und Elektrotechnik als zunächst alleiniger Technik-Professor und als Technologietransferbeauftragter maßgeblich beteiligt. Als einziger Fachvertreter führte er dort von 1982 an Thermodynamik-Lehraufträge durch. 1982 wurde er Mitglied des Beirats des Landshuter Instituts für Psychosoziale Rehabilitation. Von 1985 bis 1997 gehörte er dem Vorstand des Ostbayerischen Technologietransferinstituts in Regensburg an. Anfang 1998 wurde er Mitglied des Bayerischen Senats, dem er bis zu seiner Auflösung Ende 1999 angehörte.

## Ehrungen
- 1988 Bundesverdienstkreuz am Bande
- 1995 Bundesverdienstkreuz 1.Kasse
- 1999 Bayerischer Verdienstorden
- 1999 Goldene Bürgermedaille der Stadt Landshut
- 1999 Ehrensenator der Hochschule Landshut